# コルグ・ELECTRIBEシリーズ

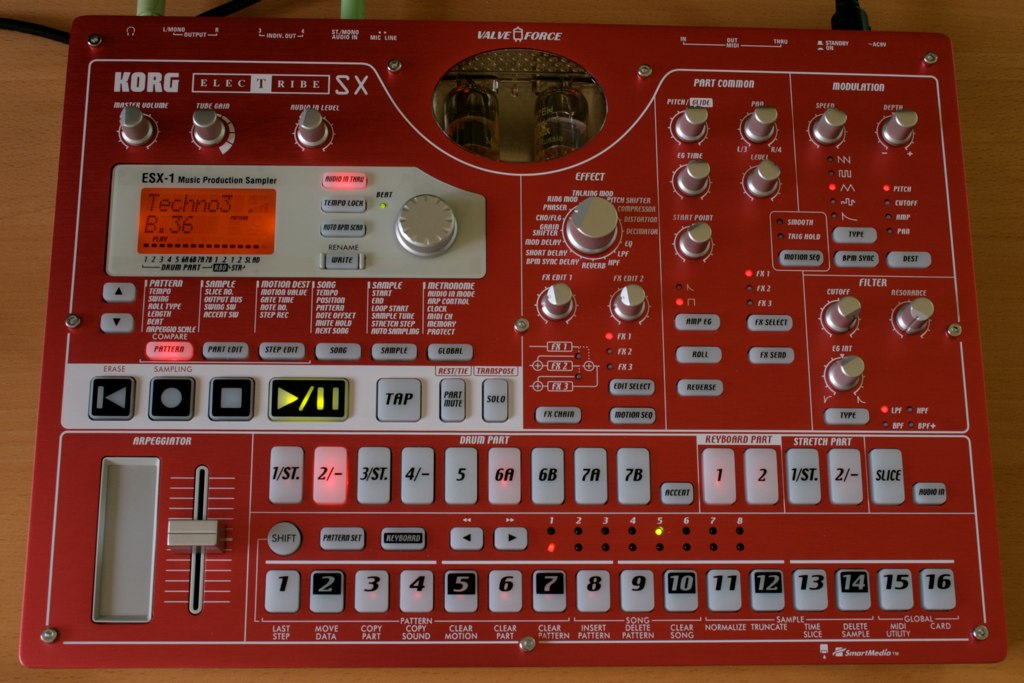
KORG ELECTRIBE SX (ESX-1)

ELECTRIBEシリーズ（エレクトライブシリーズ）とは、1999年にコルグから発売されたELECTRIBE A/Rをはじめとするシーケンサー専用機（ハードシーケンサー）の型番・商品名である。

## 主な特徴
- ELECTRIBEシリーズは機種ごとに特化した機能に分けることによって、操作の簡易化、値段の低価格化、製品コンセプトを明確にしている。全機種にMIDIポートが搭載、外部入出力があり、他の機器との連携が取れるようになっている。これによって、ユーザーは自分で必要な機材のみを買い足すことができ、既存の機材と柔軟な組み合わせができるようになっている。また、シリーズ全てをそろえればオールインワンシンセに匹敵する機能にもなる。
- 全機種、ローランド・TR-808/ローランド・TR-909/ローランド・TB-303 の流れを汲むステップシーケンス入力及びパターンシーケンサーを採用している。4分の4拍子での一小節を16ステップで表し、このステップを入力することでドラムパターンを構成できる。またこのステップはタブ譜と相似であるので、直感的に入力がしやすい方式である（4つ打ちはキックを1,5,9,13ステップに置く等）。パターンシーケンサーは、8小節（機種により4小節）の小節をひとつの単位とし、これをつなぎ合わせて曲を構成する方式であるが、パターンをつなぎ合わせるよりもむしろ単一パターンの繰り返し再生を好む現代のダンスミュージックにおけるミニマル、テクノなどのループ音楽ジャンルにマッチした入力形式となっている。
- 他の一般的なシンセで見られるLCD画面による音色のエディットを極力排除しているが、その代わりにつまみによる音色変化と「モーションシーケンス」と呼ばれるつまみの値の変化を演奏情報として記憶する機能を搭載しており、そのためかパラメータが驚くほど省略されている。物理的に配置できるつまみの数の制限によって絞り込まれたものと想像できるが、これによってシンセ初心者がパラメータの意味をわからなくてもつまみを回すことによって音色変化を得やすい明快な操作性を生むことになる。また、『自分で制御できるだけの数のパラメーター』は、リアルタイム演奏時の強力なメリットにもなっている。
- コルグ内での同製品の位置付けは、シンセサイザーカテゴリーではなく、ダンス/DJカテゴリーとなっている。その為か、本体パネルには赤や青、ゴールドなど人目を惹く色をチョイス。曲の再生中はステップキーやインジケーターが点滅、EMX/ESXで搭載された真空管がライトアップされるなど、演奏風景自体を演出するギミックが搭載されている。

|                      |
| ELECTRIBE A (EA-1)   |
|                      |
|                      |
| ELECTRIBE R (ER-1)   |
|                      |
|                      |
| ELECTRIBE S (ES-1)   |
|                      |
|                      |
| ELECTRIBE R mkII     |
|                      |
|                      |
| ELECTRIBE MX (EMX-1) |
|                      |
|                      |
| ELECTRIBE SX (ESX-1) |

## ELECTRIBEのシリーズ
シリーズは機種ごとに特化した機能に分かれている。（かっこ内は型番）
ELECTRIBE A (EA-1)
1999年発売。バーチャルアナログ音源シンセサイザー。
ELECTRIBE R (ER-1)
1999年発売。バーチャルアナログ音源を搭載し、ドラムやパーカッションなどに特化した音作り可能なリズムマシン。音色のエディット幅が広い為、SEなどの作成にも効果を発揮する。
ELECTRIBE S (ES-1)
2000年発売。リズム製作に特化したサンプラー。タイムスライス機能を装備している。
ELECTRIBE M (EM-1)
2001年発売。AとRの機能を兼ね合わせた総合環境。ドラムパート・シンセパートともPCM音源を採用している。
ELECTRIBE A mkII (EA-1mkII)
2003年発売。Aのマイナーチェンジ版。Aとの違いはエフェクターのデシメーターがクロスモジュレーションに置き換わっている。
ELECTRIBE R mkII (ER-1mkII)
2003年発売。Rのマイナーチェンジ版。Rとの違いはエフェクターのリングモジュレーションがクロスモジュレーションに置き換わっている。
ELECTRIBE S mkII (ES-1mkII)
2004年発売。Sのマイナーチェンジ版。Sとの違いはエフェクトのWahがModDelayに置き換わっている。
ELECTRIBE MX (EMX-1)
2003年発売。リボンコントローラー式アルペジエーター、真空管アンプ搭載。MMT音源(バーチャルアナログ音源、VPM音源、PCM音源、フォルマント音源等を含むコルグ独自の統合音源)を搭載したシンセサイザー総合環境（Mの発展系）。
ELECTRIBE SX (ESX-1)
2003年発売。リボンコントローラー式アルペジエーター、真空管アンプ搭載。リズム製作とフレーズサンプリングに特化したサンプラー総合環境（Sの発展系）。
ELECTRIBE MX (EMX-1)SDカード対応版
2010年6月発売。リボンコントローラー式アルペジエーター、真空管アンプ搭載。MMT音源(バーチャルアナログ音源、VPM音源、PCM音源、フォルマント音源等を含むコルグ独自の統合音源)を搭載したシンセサイザー総合環境（Mの発展系）。
ELECTRIBE SX (ESX-1)SDカード対応版
2010年6月発売。リボンコントローラー式アルペジエーター、真空管アンプ搭載。リズム製作とフレーズサンプリングに特化したサンプラー総合環境（Sの発展系）。
electribe
2014年11月発売。
electribe sampler
2015年5月発売。
electribe 2
2016年7月発売。
electribe sampler 2
2016年7月発売。

### アプリ版
iPadやiPhone用のソフトシーケンサー。
iELECTRIBE for iPad
2010年4月発売。
iELECTRIBE Gorillaz Edition for iPad
2011年4月発売。
iELECTRIBE for iPhone
2015年9月発売。
KORG ELECTRIBE Wave
2018年8月発売。

## 背景
1996年発売のローランド・MC-303のヒットにより、Grooveboxと呼ばれるテーブルトップスタイルのシーケンサー+シンセ音源が各社からいっせいに発売になった。コルグも続く1999年、ELECTRIBE A/Rの発売開始。ELECTRIBEはこのジャンルの製品群の中では後発の部類に入る。ELECTRIBE A/Rは、当時流行になっていたローランド・TB-303クローン音源とローランド・TR-808/TR-606ライクなドラムマシンであったものの、当時の最新技術であったバーチャルアナログ音源を投入しながら販売価格は各4万円弱であったことは衝撃を与えた。また、実際音を聴いてみるとELECTRIBE Aはローランド・TB-303を強く意識したマシンであり、ELECTRIBE Rは他に類を見ないユニークな独自色の強い音色のリズムマシンであったことが好意的に認められた。
翌2000年、ELECTRIBE Sの発売。2001年にはELECTRIBE Mを発売。  シリーズの特徴である機能自体を単機能特化した製品展開をしたことは、機器単体では表現できることが限られるデメリットを抱えつつも、逆に他の機材との連携が組みやすく、価格自体も抑え目に設定されていた為に、多くのユーザーを惹きつけることに成功する。
しかし2000年代に入ると、デジタルオーディオワークステーション(DAW)やソフトシンセサイザーの急速な進化で、電子楽器業界全体のハードウェア離れが深刻になる。PCソフトウェアベースの統合環境が手ごろになると、ハードウェアの機能を特化させることによって個性を出していた同製品のメリットも、『全てが中途半端』と、やがてデメリットに受け取られることが多くなった。その後、従来のラインナップをマイナーチェンジ。また、ハードウェア単体で曲を完結できるように高機能化したモデル(EMX-1/ESX-1)をリリースするなどするものの、2004年発売のES-1mkII以降新製品は登場していない。他社の競合機種等は、PCとの親和性・拡張性を高めるなど高機能化させる方向で市場での生き残りをかけているものの、その本体価格は上昇し、もはや一部の限られたユーザーが使用する為の機材となり、一般ユーザーが気軽に購入できる製品とはいえない現状である。2007年3月、ついにフラグシップモデルであるEMX-1の製造中止の話題も流れ、ELECTRIBEシリーズは市場からは徐々に姿を消しつつあった。
そんな中、2006年頃から、Youtubeを始めとする動画共有サービスにハードウェア機材でリアルタイムに演奏しながらフレーズを作り上げる、俗称"beat making"と呼ばれる動画群が投稿され始める。ほどなくELECTRIBEシリーズでの"beat making"動画もアップされると、おもわぬ反響が起きる。もともと、ハードウェアシーケンサー製品の多くは事前に打ち込みをするなど下準備をした上で再生した曲を聴かせる機器で、その制作風景はあまり一般的ではなかった。が、多くのツマミをリアルタイムに通常楽器のように演奏して曲が作られていく映像は、ハードウェアシーケンサーになじみの薄いユーザーに驚きを与えハードウェアへの興味を高めるきっかけとなった。また、制作者にもその制作過程ですらが作品になることを証明し新しいタイプの作品の土壌が生まれつつある。中でも、元々ダンス/DJ用に設計されたELECTRIBEシリーズの演奏風景は、リアルタイム演奏の強みを生かした作品も多い。また、ライブシーンにおいてはELECTRIBE Rはその独創性から、かねてからクリック/テックハウスシーンにおいて定番機種のひとつして使用されている。ELECTRIBEシリーズは、ソフトウェア主流の電子楽器市場の中、その特異なハードウェアのデザインと合わせて再評価される動きがみられている。

2008年5月、当初スマートメディア等の部品入手で生産終了を予定されていたElectribe MX/SXだが、動画投稿サイトを通じた再ヒットにより、その生産の継続が発表された。

## その他
- プリセット音色およびパターンはその発売年の最新のパターンスタイルを収録している。またシリーズ間で年を追うごとの機能拡張も音楽ジャンルを意識している。EA-1/ER-1ではアシッドテクノ系が中心だったが、ES-1ではドラムンベースを実現するためにアーメンループの分解には不可欠なタイムスライス機能とRoll機能を追加。EM-1ではモノ2音では不可能と思われたエピックトランス系の和音の再現を、コード音をサンプリングしたPCM波形で対応。さらにEMX-1/ESX-1ではクラブの太い音の再現を意識して真空管アンプを搭載するに到った。無茶な感もあるが音楽ジャンルが先にありきの設計思想をとっている。
- EMX-1/ESX-1で搭載された真空管はエレクトロ・ハーモニクス社製の増幅真空管をLRで1本ずつ使用している。個体差が存在する為、取り付けられた真空管に合わせて一台ずつハードを微調整して出荷している。真空管の交換は原則コルグサポートによる修理扱い。とはいえ、プラスねじを2本はずせばすぐに脱着可能な機構である上、現代でも入手可能な12AX7タイプであり、ユーザー責任で真空管を取り替えて音色の変化を楽しむことは可能である。問題はLRの定位調整が難しいこと。購入の際には特性をあわせたペアマッチング管を2本一組で購入する必要があり、交換の際には真空管ソケットの側に半固定抵抗があるのでこれで耳を頼りにゲイン微調整する必要がある。